# Contea di Fushan
La contea di Fushan (浮山县S, Fúshān XiànP) è una contea della Cina, situata nella provincia dello Shanxi e amministrata dalla prefettura di Linfen.